# Ashland (Kansas)
Ashland város az USA Kansas államában. Lakosainak száma 783 fő (2020. április 1.).

## Népesség
A település népességének változása:

| 2010 | 867 |
| 2020 | 783 |